# Tårtning

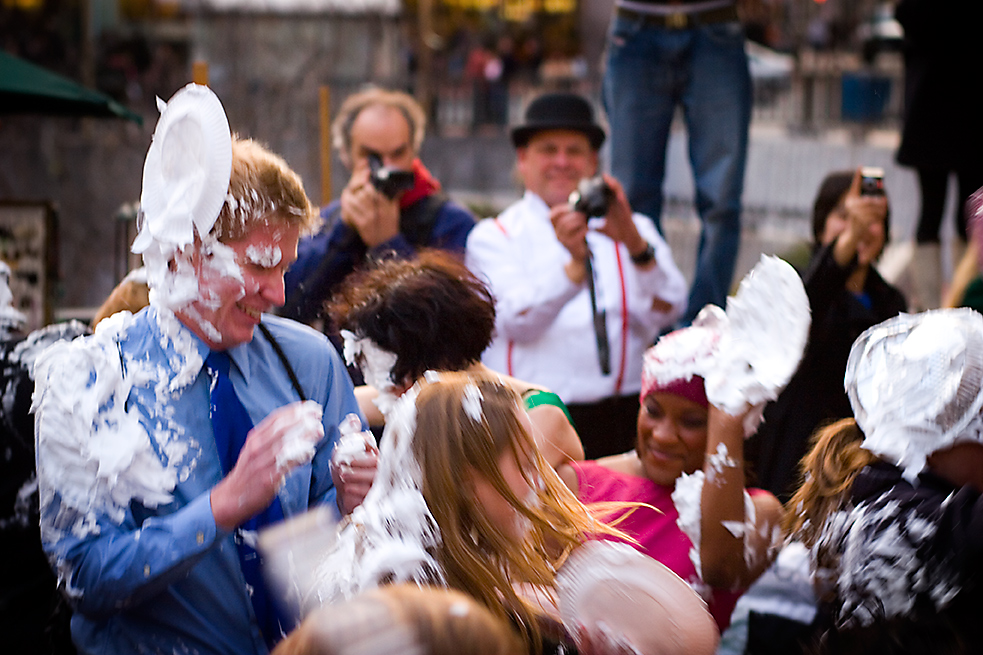
Tårtkrig i San Francisco.

Tårtning eller betårtning är en typ av händelse där en tårta eller en paj kastas eller trycks upp i ansiktet på offret. Detta sker antingen i en komisk kontext, som i farsartade filmer, som ett skämt bland vänner, eller som en protesthandling med politiska motiv eller som en aggressiv förnedrande attack. 
Det som kastas, eller trycks upp i ansiktet, är en tårta eller paj med mycket grädde eller exempelvis tjock vaniljsås, där den kladdiga effekten är viktig. Ibland handlar det enbart om en papptallrik eller aluminiumform med grädde. Den äldre förekomsten på film har gett upphov till det idiomatiska uttrycket pajkastning, vilket används när två eller flera personer i en argumentation övergår till att angripa varandras person i stället för åsikter, ofta på ett för utomstående löjeväckande sätt.

## Historia

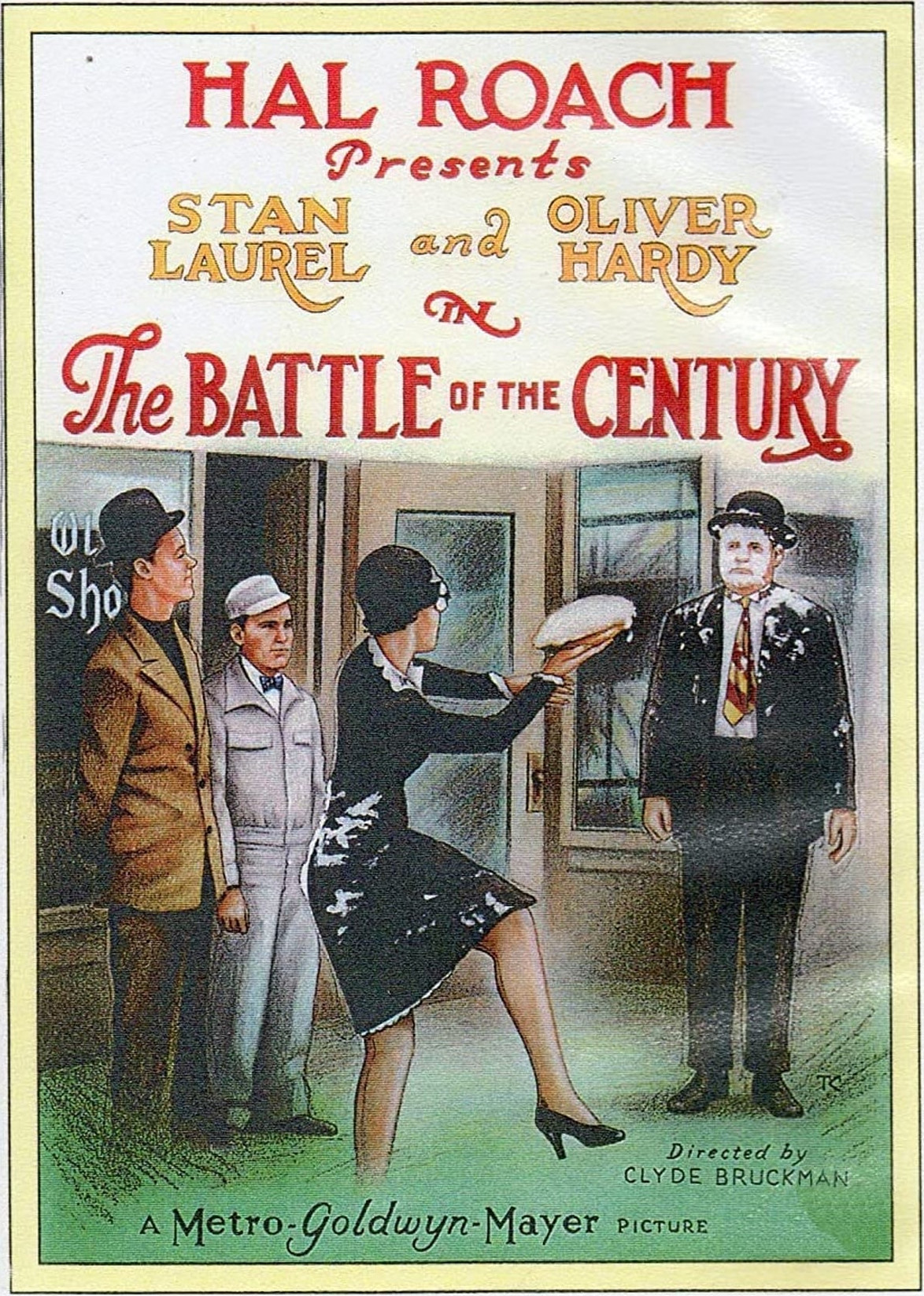
Filmaffisch för Helan och Halvan-filmen The Battle of the Century (Här skall fajtas) från 1927.

De klassiska användningarna av tårtkastning, personligt påhopp respektive humoristisk metod, tillhör vårt kulturarv. Det har förekommit i clownnummer, inom fars och slapstick, på nöjesfält och svensexor.

### I underhållningsbranschen

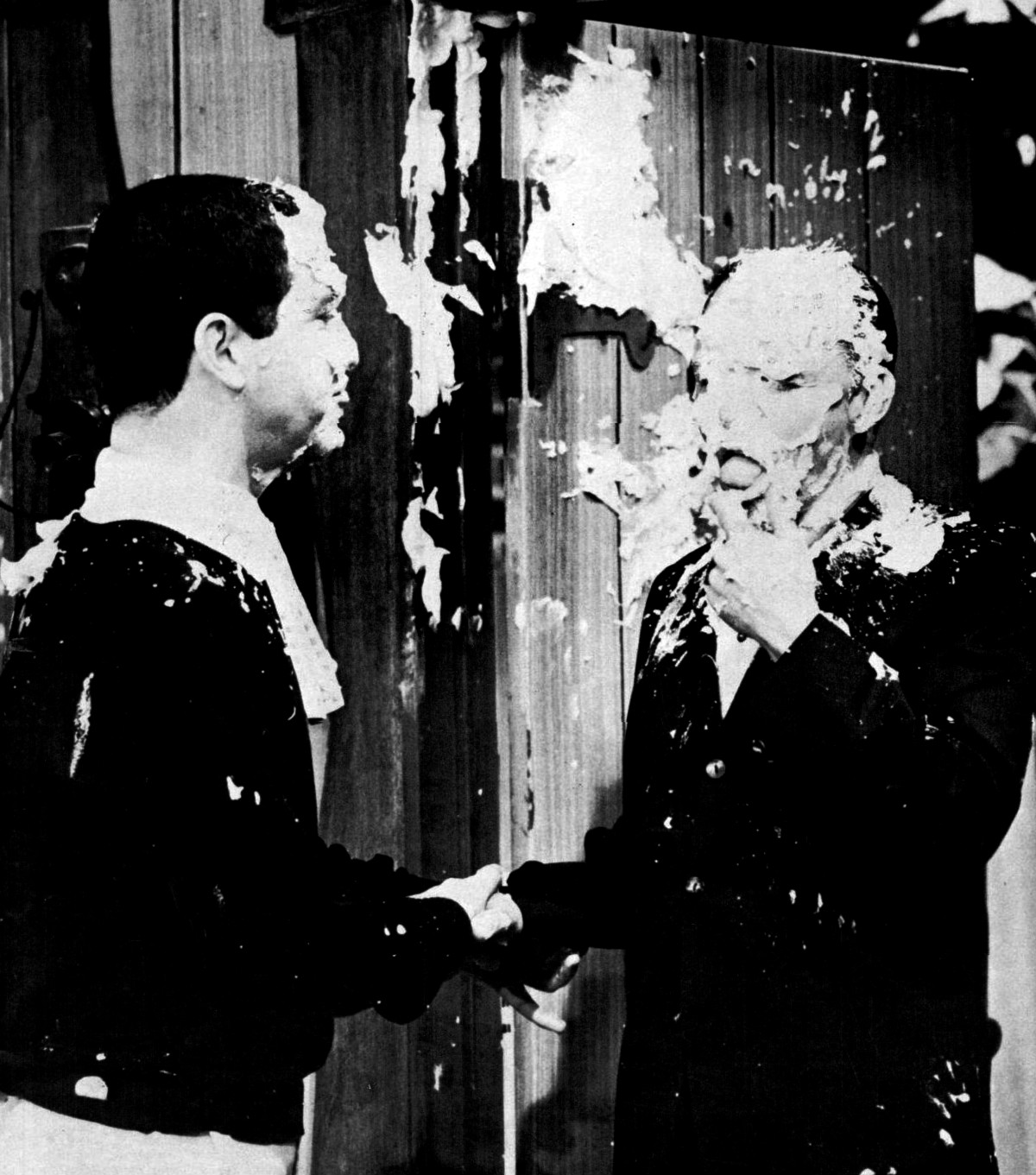
Frank Sinatra och Milton Supman, aka Soupy Sales 1965, efter en pajkastning.

Tårtning, eller egentligen pajkastning, har sitt ursprung inom fars och slapstick. Det förekom exempelvis i sketcher på teatrar som drevs av Fred Karno, en mycket mäktig teaterchef inom music hall i Storbritannien. På film är tidiga exempel där pajer trycks upp i ansiktet de amerikanska stumfilmerna The Coal Strike från 1905 och Mr. Flip, med Ben Turpin från 1909 skapad av Essanay Studios. I den senare får Turpin en gräddpaj upptryckt i ansiktet efter att ha antastat flera kvinnor. Dessa båda exempel handlar alltså om pajer som trycks upp i ansiktet på folk. De äldsta kända kastade gräddpajerna på film härleds till filmerna That Ragtime Band och A Noise from the Deep från  1913, av filmskaparen Mack Sennett, som gjorde sig känd för att ofta låta pajer flyga i sina kortfilmer. Skådespelaren Mabel Normand förekom i flera av dessa filmer och har ibland utnämnts till den första pajkastaren. Sennett hade regler för vilka som kunde få en paj i ansiktet: "En mor får aldrig en paj i ansiktet ... En svärmor, absolut. Men en mamma? Aldrig."
Det har gjorts flera filmer med större pajkastningsscener. Den första är Charlie Chaplins Behind the Screen från 1916. En annan klassiker i sammanhanget är Helan och Halvan-filmen Här skall fajtas från 1927 med Stan Laurel och Oliver Hardy, där ungefär 3 000 pajer användes. Andra exempel är Our Gangs Shivering Shakespeare från 1930, Keystone Hotel från 1935 där en paj kastas rakt in i kameran och The Three Stooges första film In the Sweet Pie and Pie från 1941. Pajkastning hade vid 1950-talet blivit så etablerat i Hollywood att sången "Make 'Em Laugh" från filmen Singin' in the Rain sammanfattar humorn med "And then you get a great big custard pie in the face!". Den film som brukar definieras ha haft det största pajkastningskriget är The Great Race från 1965. Scenen kostade $200,000, förbrukade 4 000 pajer och en stor tårta och tog fem dagar att filma. Pajkasting förekommer även i Beach Party (1963), Smashing Time (1967) och Det våras för sheriffen (1974). Det fanns även planer på att Dr. Strangelove från 1964 skulle avslutas med en pajkastningsscen, men trots att det filmades så klipptes det bort för att det blev för farsartat, och det finns bara enstaka stillbilder kvar. Även Soupy Sales och Monty Python har använt sig av pajer i ansiktet.
I tecknade filmer förekommer paj- och tårtkastning sedan 1940-talet och framåt. Generellt har paj- och tårtkastning minskat inom komedifilmer från 1970-talet och framåt och förekommer huvudsakligen i filmer eller TV-program som riktar sig till barn.

### Som protest
Tårtning som politisk protestmetod är en ganska sen företeelse, där belgaren Noël Godin räknas som en föregångare. Han och hans organisation "Patissiers sans Frontières" (franska för "Konditorer utan gränser") började tårta folk på 1970-talet. Hans kriterier för att välja ut sina offer är att vederbörande ska vara "mäktig, självupptagen och sakna humor". Världens då rikaste man, Bill Gates, har tårtats av "Patissiers sans Frontières" 1998. En grövre protestmetod än tårtning är att utdela en örfil, vilket bland annat Frankrikes president Emmanuel Macron blivit offer för.
Amerikanen Al Decker är en annan föregångare. Mest känd är han för att 1998 ha tårtat den liberale ekonomen och ekonomipristagaren till Alfred Nobels minne Milton Friedman under en konferens om den offentliga undervisningens privatisering. Attacken planerades av "the Biotic Baking Brigade" (BBB), en rörelse som Decker varit med att grunda och som kämpar med hembakta tårtor och veganpajer mot kapitalistiska förgrundsfigurer. Rörelsens talesmän talar om tårtning som en överlägsen metod att få massmedias uppmärksamhet, och påpekar att exempelvis de hundratals människor som demonstrerade utanför Freeman-konferensen inte ens nämndes i media innan tårtningen ägt rum. Misstro gentemot samhällets traditionella vägar att påverka och protestera är en gemensam nämnare för de flesta politiska tårtare.[källa behövs]

## Kända tårtingar mot offentliga personer

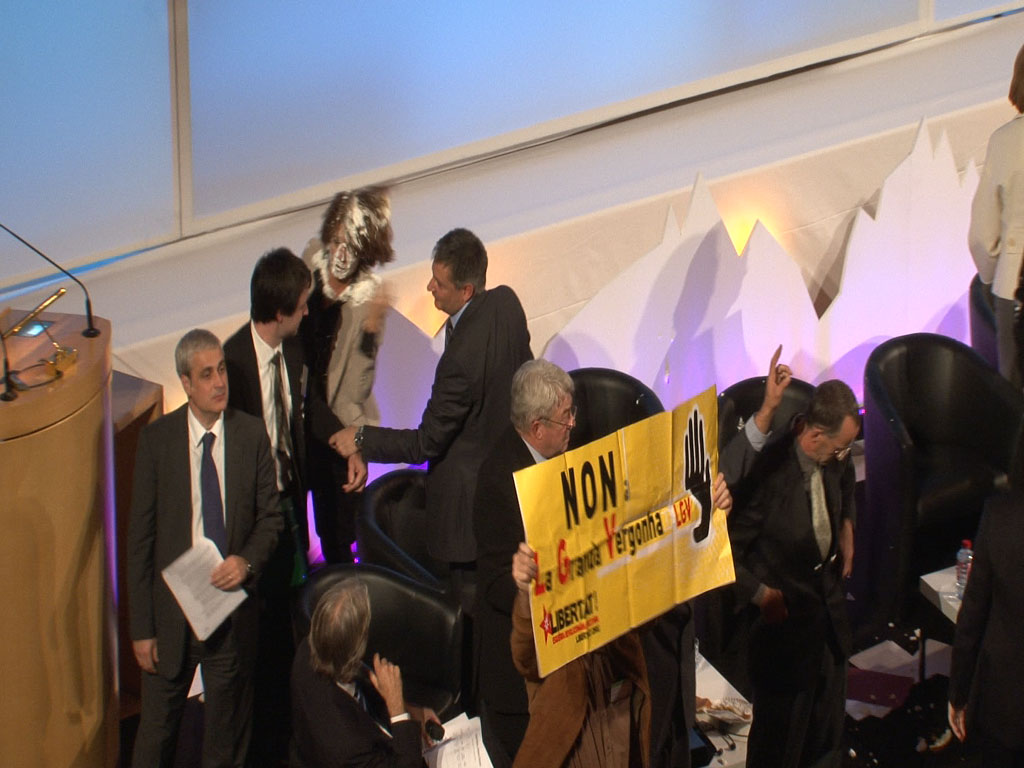
Yolanda Barcina efter en tårtning i oktober 2011 i Toulouse.

### Internationellt
- 14 oktober 1977 – Den amerikanska sångerskan och anti-gayaktivisten Anita Bryant blir tårtad under en presskonferens i Des Moines, Iowa, USA. Förövaren var HBTQ-aktivisten Thom Higgins, och händelsen har blivit känd som en av de första politiskt motiverade tårtningarna någonsin.[12]
- 9 oktober 1998 – Den amerikanske ekonomen Milton Friedman, ekonomipristagare till Alfred Nobels minne, blir tårtad av 27-årige Al Decker från aktivistgruppen Biotic Baking Brigade under en konferens om privatisering av skolor i San Francisco, Kalifornien, USA.[13] Motivet var Friedmans nyliberala ekonomiska teorier, som förövaren menade hade orsakat fattigdom, misär, hungersnöd och ekonomiska svårigheter.[14]
- 19 juli 2011 – Den australisk-amerikanske mediemogulen Rupert Murdoch tårtas då han lämnar vittnesmål inför en parlamentskommitté i London, Storbritannien. Förövaren, en komiker som kallar sig "Jonnie Marbles", döms till sex veckor i fängelse.[15]
- 11 maj 2017 – Den franske filosofen Bernard Henri-Lévy blir tårtad under en filmpresentation i Serbiens huvudstad Belgrad. Förövaren är medlem i ett kommunistiskt ungdomsförbund och utför tårtningen i protest mot Henri-Lévys stöd för Natos flygbombningar av Jugoslavien 1999. Henri-Lévy uppges ha blivit tårtad vid åtminstone nio tidigare tillfällen, flest gånger av en belgisk anarkist vid namn Noël Godin.[16]

### I Sverige
- 7 mars 2001 – Handelsminister Leif Pagrotsky och EU-parlamentarikern Marit Paulsen fick varsin tårta i nacken vid en debattafton i Stadshallen i Lund. De två förövarna, en 18-årig man och en 21-årig kvinna agerade som representanter för Syndikalistiska ungdomsförbundet i Lunds EU-grupp och tårtningen var enligt dem det enda sättet att få protester mot EU hörda.[17]
- 17 april 2001 – Finansminister Bosse Ringholm tårtades i samband med budgetpromenaden på Drottninggatan i Stockholm. En organisation som kallar sig "Stockholms tårtbrigad" (som efter egen utsago tillhör en internationell rörelse kallad "Operation dessert storm") påtog sig tårtningen och hävdar att motivet var politiskt men ej personligt. Den 21-årige förövaren dömdes av tingsrätten till 30 dagsböter, ett straff som senare höjdes av hovrätten till 70 dagsböter.[18]
- 5 september 2001 – Kung Carl XVI Gustaf blir tårtad när kungaparet besöker Getterön utanför Varberg. Den 16-årige förövaren, som enligt sin advokat ville protestera mot att det finns kungligheter och auktoriteter i samhället, riskerade sex års fängelse, eftersom angrepp på statschefen klassas som högmålsbrott. Straffet blev istället 100 dagsböter för 16-åringen, och 80 dagsböter för hans tre kamrater som hjälpt till att planera dådet, vilket kan jämföras med brottet mot finansministerns som gav 70 dagsböter.[19]
- 12 februari 2003 – Författaren Bengt Pohjanen tårtades i Överkalix av författarkollegan Mikael Niemi vid den förstnämndes premiärvisning av filmen Fylla moppe. Motivet till tårtningen var enligt Niemi själv att filmen innehöll förtäckta förolämpningar mot honom och hans familj. Pohjanen förnekade dock att filmen skulle ha något sådant innehåll. Pohjanen avstod från att göra en polisanmälan. Attacken torde vara ett av de få omskrivna exemplen på tårtning med förnedring som huvudsakligt mål.[20][21]
- 5 november 2013 – Sverigedemokraternas partiledare Jimmie Åkesson tårtades under en signering av sin bok Satis polito vid Nytorget i Stockholm.[22] Den 60-åriga förövaren dömdes till två månaders fängelse för ofredande samt tre tidigare fall av olovlig körning, samt att betala 5000 kronor i skadestånd till Åkesson.[23]
- 18 augusti 2014 – Socialminister Göran Hägglund attackerades med en bakelse under ett pågående torgmöte i Göteborg.[24]